# جيف تومسون
جيف تومسون (بالإنجليزية: Jeff Thomson)‏ (16 أغسطس 1950 في أستراليا - ) هو لاعب كريكت أسترالي. شارك مع منتخب أستراليا الوطني للكريكت. أما مع النوادي، فقد لعب مع نادي مقاطعة ميدلسكس للكريكت ‏ وفريق جنوب ويلز الجديد للكريكت ‏ وفريق كوينسلاند للكريكت ‏.

## وصلات خارجية
- جيف تومسون على موقع إي آس بي آن كريك إنفو (الإنجليزية)